# Rio nell'Elba
Rio nell'Elba este o comună în Provincia Livorno, Toscana din centrul Italiei. În 2011 avea o populație de  1.192 de locuitori.

## Demografie
Rio nell'Elba - evoluția demografică

|  | Graficele sunt indisponibile din cauza unor probleme tehnice. Mai multe informații se găsesc la Phabricator și la wiki-ul MediaWiki. |

Date: Recensăminte sau birourile de statistică - grafică realizată de Wikipedia